# XIII Concili de Toledo
El XIII Concili de Toledo fou una reunió dels bisbes de les províncies del Regne de Toledo convocada pel rei Ervigi l'any 683.
El 4 de novembre del 683 el rei va inaugurar el concili a l'església dels Sants Apòstols. Van assistir-hi setanta-set bisbes (inclosos els metropolitans), cinc abats, tres dignataris catedralicis i vint-i-sis funcionaris palatins. Es va demanar el perdó i la rehabilitació dels rebels del 673 contra Vamba. Els bisbes van accedir a restablir en els seus càrrecs i posició als nobles rebel·lats i als seus descendents, i que se'ls tornessin les terres que romanien en poder de la corona; el perdó es faria extensiu a tots aquells que havien caigut en desgràcia per iguals motius des dels temps de Khíntila, quaranta anys abans. Tres dels signants de les actes del Concili del 683 tenen noms idèntics que tres dels trenta col·laboradors coneguts de Paulus capturats a Nimes.
Les confessions forçades havien de ser un mitjà de desfer-se de rivals polítics. Els bisbes les van condemnar explicant que per la seva culpa alguns funcionaris palatins havien mort o havien caigut en la ignomínia perpètua. Per tant, d'ara endavant, cap funcionari ni bisbe podria ser sotmès a una confessió forçosa. Els funcionaris palatins dels quals la culpabilitat no fos manifesta no podrien ser destituïts, desterrats, empresonats, interrogats, torturats o assotats, ni se'ls podrien confiscar els seus béns, ni qualsevol tracte que els obligués a una declaració de culpabilitat falsa; si el rei decidia acusar-los hauria de sotmetre'ls a judici públic, mitjançant un tribunal de bisbes, seniores i gardings. La llei emparava també a aquells que vivien a prop de la frontera i podien fugir a un altre país. Cap palatí que visqués al país podia ser detingut per un temps superior al necessari, i encara que podia ser vigilat per evitar que fomentés disturbis, no se'l podria amenaçar. El judici no podia ser demorat fins a obtenir la confessió. Les confessions obtingudes en contra d'aquesta llei serien nul·les. Segurament era la noblesa palatina qui inspirava aquesta llei (ja que el rei no havia esmentat el tema) però el clergat no dubtà a secundar-la i a incloure els bisbes entre els seus beneficiats.
Ervigi volia protegir la seva família per a quan deixés de ser rei i, com havia fet Khíntila anteriorment, va fer que els bisbes declaressin que tots els futurs reis haurien de respectar les persones i béns de la reina Liuvigoto, dels fills i filles del rei i dels seus respectius cònjuges; ningú podria donar-los mort, privar-los dels seus béns, tonsurar els homes o convertir les dones en monges, desterrar-los, mutilar-los o assotar-los i el que ho fes seria anatematitzat. Si la reina Liuvigoto sobrevisqués al seu espòs, no podria tornar-se a casar ni tenir relacions sexuals amb ningú, ni tan sols amb un rei, i qui ho incomplís seria condemnat a l'infern.
El concili es va tancar el 13 de novembre del 683.

## Nota
1. ↑  de la Septimània van assistir o enviar delegats set dels vuit bisbes: Crescità de Besiers, Vincens de Magalona hi van anar en persona; i els d'Agde (Prim), Lodeve (Ansemond), Carcassona (Esteve) i Elna (Clar) a més del metropolità Sunifred de Narbona al que van representar respectivament el diaca Dexter, el diaca Gisebert, l'abat Citruí -després bisbe d'Albi-, l'abat Veremond i l'abat Pacat, van estar representats; el de Nimes no hi consta present ni representat.